# Rinascita pagana nell'Occidente tardoantico
(Quinto Aurelio Simmaco, 384)

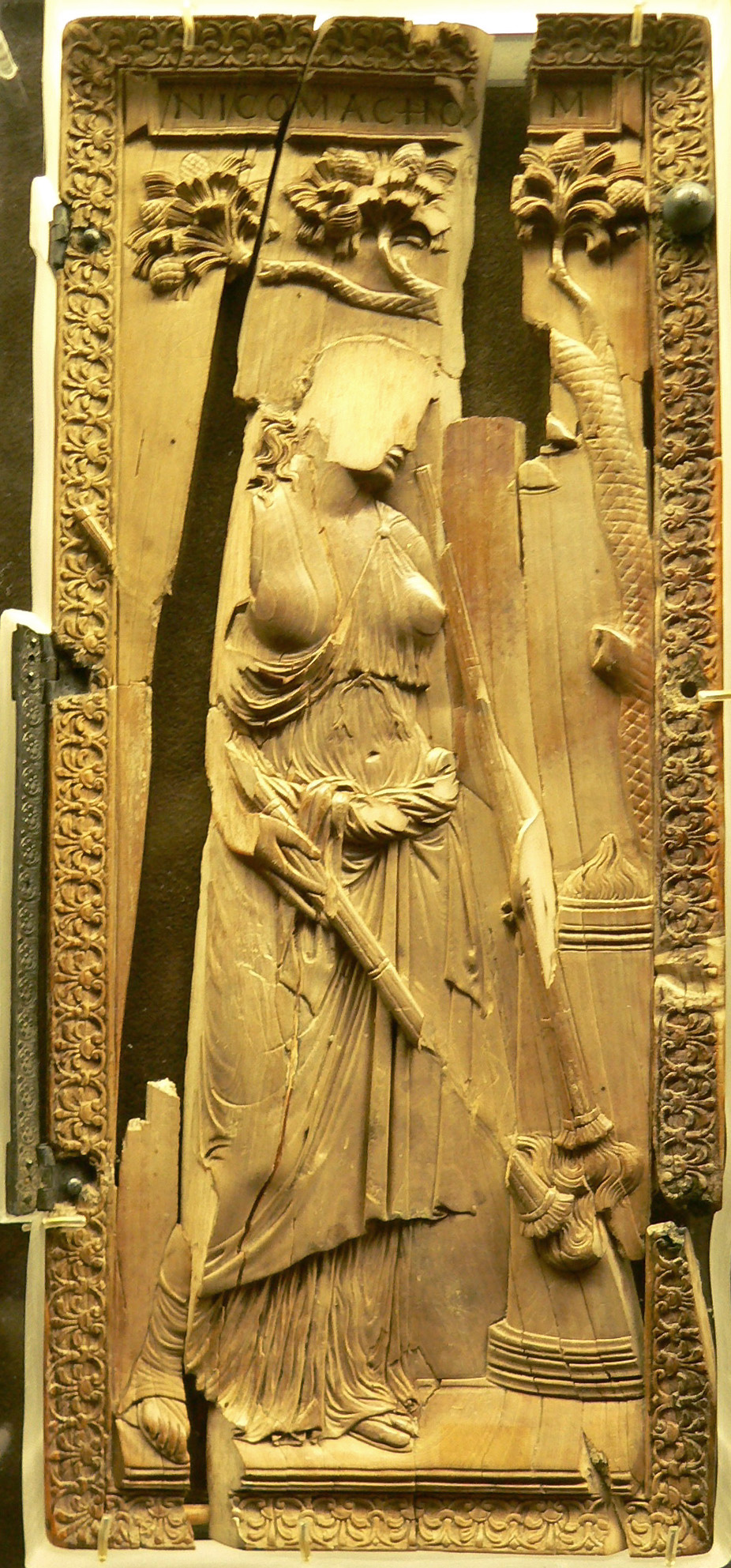
Sacerdotessa di Cerere (ca. 400 d.C.) in un rilievo eburneo in stile classico, nel Dittico dei Simmachi e dei Nicomachi al Musée de Cluny.

Con l'espressione rinascita pagana nell'Occidente tardo-antico si indica quel fenomeno religioso e politico della tarda antichità imperiale, manifestatosi a cavallo fra il IV e V secolo e che va ad inserirsi, quale parentesi temporanea, all'interno di un più generale e contrario fenomeno di progressivo declino dei culti della religione greca e romana, una decadenza che andava di pari passo con l'affermazione del cristianesimo.
Tra i protagonisti di questa reviviscenza vi furono esponenti politici di rango senatorio, come Vettio Agorio Pretestato, Gaio Ceionio Rufio Volusiano, detto Lampadio, Quinto Aurelio Simmaco, Nicomaco Flaviano, tutti provenienti da gentes di antica aristocrazia romana, nelle quali era ancora forte e vivo il retaggio delle tradizioni più antiche della civiltà romana.
Anche dopo gli editti di Teodosio, che resero il cristianesimo l'unica religio licita, sopravvissero nell'impero (soprattutto in Occidente, dopo il 395) sentimenti pagani legati all'osservanza delle tradizioni e del mos maiorum.
In particolare, il restauro dei culti pagani avvenne sotto il dominio dell’imperatore Flavio Claudio Giuliano, dal 361 al 363, mentre nei decenni successivi fino ai primi anni del V secolo, sotto i regni di Gioviano, Valente e Valentiniano, continuarono a godere di una certa tolleranza.

## Le cause della rinascita
Come alcuni studiosi suggeriscono, la rinascita pagana fu da attribuire proprio allo Stato romano da poco riorganizzato, considerato il suo principale predicatore, e di alcuni dei suoi imperatori che sentivano il gravare dei loro doveri religiosi e si dimostravano aperti a quanti facevano altrettanto.
Le origini della rinascita pagana sono da cercare in quella che era la competizione per il potere, fra la cristianità e la nobilitas romana ancora fedele ai culti tradizionali, all'interno del Pomerio della città di Roma come simbolo della supremazia religiosa e politica.
Questo restauro degli antichi culti tradizionali era destinato prevalentemente ad alcuni pochi scelti, una cerchia ancora più ristretta di quella della sua forma classica precedente del cultum deorum. Questa generazione di aristocrazia pagana sperimentò una nuova interpretazione delle usanze tradizionali, il cosiddetto mos maiorum, con lo scopo di preservare la loro identità e la loro visione della romanità in contrasto con quella cristiana proliferante.

## Il regno di Giuliano
(Flavio Claudio Giuliano, lettera a Massimo il Teurgo)

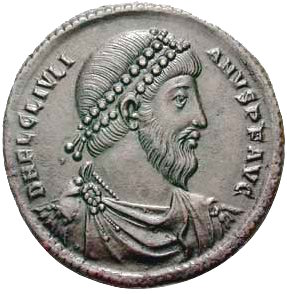
Giuliano l'apostata raffigurato su una moneta di bronzo di Antiochia 360-363.

Nel breve regno di Giuliano si assistette per la prima volta ad un tentativo di risposta pagana all'avanzare dell’influenza cristiana nei campi dell’amministrazione e nella vita pubblica perpetrata nel precedente mezzo secolo sotto il regno di Costanzo II. Giuliano l’Apostata spese grandi energie nel ristrutturare tombe e templi, ricostruire altari e statue, ravvivare antiche cerimonie e inventarne di nuove. Si impegnò egli stesso nel praticare cerimonie sacrificali, preparando e compiendo personalmente i sacrifici animali, tanto che Antiochene lo additò come "macellaio piuttosto che sacerdote".
Il suo operato non era mosso solo dalla sue idee religiose ma anche da motivazioni politiche e nonostante la maggior parte dei seguaci dei culti tradizionali fosse scettica nei confronti delle idee spesso troppo radicali e ambiziose, Giuliano, che nella sua giovinezza venne istruito prima con i concetti cristiani e poi con quelli Neoplatonici, percepiva la necessità di combinare l’eredità della Romanitas e dell’ellenismo in una religio universalis. Questa sua visione venne espressa principalmente nei suoi “inni alla madre degli dei”, Cibele, il più antico dei culti romani in oriente, questo trattato svolse la funzione di manuale per le sacerdotesse di Cibele istruendole sulle nuove prospettive e interpretazioni del culto. 
Giuliano tentò di ripristinare la posizione simbolica di Roma e Atene come vertici dell’impero, la prima come capitale politica e amministrativa e la seconda come simbolo culturale e intellettuale dell’Orbis Romanum.
Fortemente ispirato dalla figura di Augusto e della sua epoca d’oro, durante il suo regno appuntò uno dei più illustri aristocratici romani, Vettio Agorio Pretestato, proconsole di Acaia, qui Pretestato ebbe modo di prendere parte ai Misteri eleusini che influenzarono fortemente la sua visione religiosa. Fu questa visione Greca mistica ed esoterica ad essere trasmessa agli ultimi aristocratici pagani.
Pretestato fu uno dei membri più importanti delle ultime comunità pagane, tanto da menzionare quasi unicamente le sue attività sacerdotali nelle iscrizioni da lui composte. La sua morte nel 384 fu un'autentica celebrazione della Roma pagana tanto che l’intera città ne venne disturbata.

### La reintroduzione del sacrificio di sangue
Già dal III secolo all’interno del paganesimo romano si erano venute a sviluppare e rafforzare correnti più moderate che prediligevano un approccio più spirituale, meno incentrato su sacrifici di sangue e in molti casi queste forme più moderate assorbivano al loro interno molte delle usanze cristiane che si dilagavano prevalentemente fra le classi più povere della popolazione, questo scatenò una reazione da parte delle classi aristocratiche ancora legate alle forme più tradizionali di culto, fu in questo contesto che l’imperatore Giuliano tentò di reintrodurre l’usanza dei sacrifici di sangue. Non è certo che Giuliano fosse del tutto favorevole a questa antica usanza, certo è che nelle sue conversazione con Libanio disse chiaramente che durante la marcia ad est del 361 la vista di vittime sacrificali tutto intorno alla città anatolica di Batnae gli sembrarono "un eccesso di zelo alieno alla spirito di pura devozione e che la devozione per gli dei dovesse manifestarsi in luoghi isolati, distanti dagli affollati spazi pubblici". Pubblicamente a favore della reintroduzione del sacrificio di sangue fu Flavio Sallustio, amico di Giuliano, che nel suo Trattato sugli dei e sul cosmo, rifacendosi a Giamblico, esaltò la sacralità dei sacrifici, senza il quale le preghiere sarebbero solo vuote parole.. Giuliano stesso probabilmente venne istruito sulla base di queste argomentazioni. Ammiano Marcellino, riferendosi a Giuliano racconta come esso avesse "Inzuppato gli altari con il sangue di un eccessivo numero di vittime, a volte macellando un centinaio di buoi in una volta sola, con innumerevoli branchi di vari altri animali, portando i costi dei suoi rituali ad un livello così gravoso mai visto fino ad allora"

### Lachiesa universale pagana
Nonostante circa un secolo prima l'imperatore Massimino Daia tentasse di riorganizzare il sacerdozio pagano in un unico clero strutturato, Giuliano concepì un'idea molto più complessa e ambiziosa.
Promosse l’introduzione di una chiesa universale pagana ispirandosi al modello della chiesa cristiana con le sue divisioni amministrative e attività missionarie e filantropiche come suggerito nelle Lettere ad Arsacius, gran sacerdote di Galatia. Pianificò che fossero introdotti libri di preghiera e Inni per una liturgia pagana universale basata anche questa sul modello cristiano così come alcune dottrine della salvazione pagane simili a quelle dei loro contemporanei cristiani come nel caso del taurobolium, adattato ad un nuovo messaggio che richiamava la simile promessa della Comunione Cristiana. Queste idee però risultarono sempre troppo estreme agli occhi della nobilitas romana e servirono più che altro all'imperatore per capire fino a che punto potessero spingersi i suoi sostenitori.

## Tolleranza sotto i regni di Gioviano, Valentiniano e Valente
Dopo la morte di Giuliano, Gioviano e i suoi due successori, Valentiniano e Valente, continuarono una politica di tolleranza religiosa meno zelante di quella del loro predecessore. Durante i loro regni numerosi furono gli autori romani che lodarono le loro politiche di tolleranza e apertura. Valentiniano e Valente garantirono la completa tolleranza per tutti i culti sin dall'inizio del loro regno. Valentiniano oltre a rendere legittima la messa in atto dei sacrifici notturni precedentemente aboliti, rese lecita la pratica dell’aruspicina purché esercitata senza arrecare danno ad altri, distinguendola dalle pratiche magiche, i maleficia. Valentiniano inoltre riconfermò i privilegi dei sacerdoti pagani ed il diritto dei loro seguaci di essere gli unici depositari della cura dei loro templi. Era noto come Valente, perennemente impegnato nella lotta contro i cristiani ortodossi ad oriente, a causa delle eccessive critiche della popolazione nei confronti delle pratiche divinatorie rese lecite da Valentiniano, si vide costretto nel 371 ad emanare delle nuove leggi per autorizzare formalmente la divinazione.

## Nuove tradizioni e ancestrali credenze
Durante il governo di Simmaco e Nicomaco Flaviano numerosi furono i casi in cui vennero inventate e aggiunte nuove festività pagane al calendario Romano, come la celebrazione della nascita di nuove dèi quali Quirino, Castore e Polluce. Furono queste nuove festività insieme al contatto e lo scambio ormai onnipresente con la cristianità a rendere le credenze pagane romane non più così ancestrali come gli aristocratici le proclamavano. Fu così che ebbe inizio un rapido cambio di mentalità nelle masse comuni che venivano private della suggestione delle usanze più antiche della cultura pagana. Fu sul finire di questo periodo che Porfirio denunciò l'usanza del sacrificio di sangue, riconducendolo a culti demoniaci causa di disastri e di pene per l'animo umano. Proprio in risposta a queste frange moderate Giuliano reintrodusse il sacrificio di sangue come forte segno della sua volontà di ristabilire le antiche tradizioni. Nonostante ciò intorno al 360, non solo a causa della pressione esterna cristiana, ma a seguito di mutamenti interni agli ambienti tradizionali, si vennero a sviluppare idee più moderate fra i pagani, più orientate al sacrificio spirituale che a quello materiale, autori pagani contemporanei criticarono apertamente Giuliano e i suoi metodi anacronistici. Rimangono però numerose le testimonianze di celebrazioni rituali come quelle del taurobolium, spesso associato con il rito del battesimo del sangue dei culti di Cibele e Attis, e utilizzato a testimonianza della "rinascita" di un contesto spirituale pagano come testimonia un'iscrizione commemorativa nella città di Ostia del 361. La pratica del taurobolium era spesso intesa anche come provocazione alla celebrazione del battesimo cristiano. Altre iscrizioni tra il 376 e il 390 testimoniano l'usanza del taurobolium e la nascita di alcune dottrine della resurrezione all'interno del culto della Grande Madre, Tertulliano additò queste credenze come un "tentativo del diavolo di ridicolizzare la chiesa, trasformando le sue cerimonie in riti pagani".

## Gli ultimi luoghi di culto

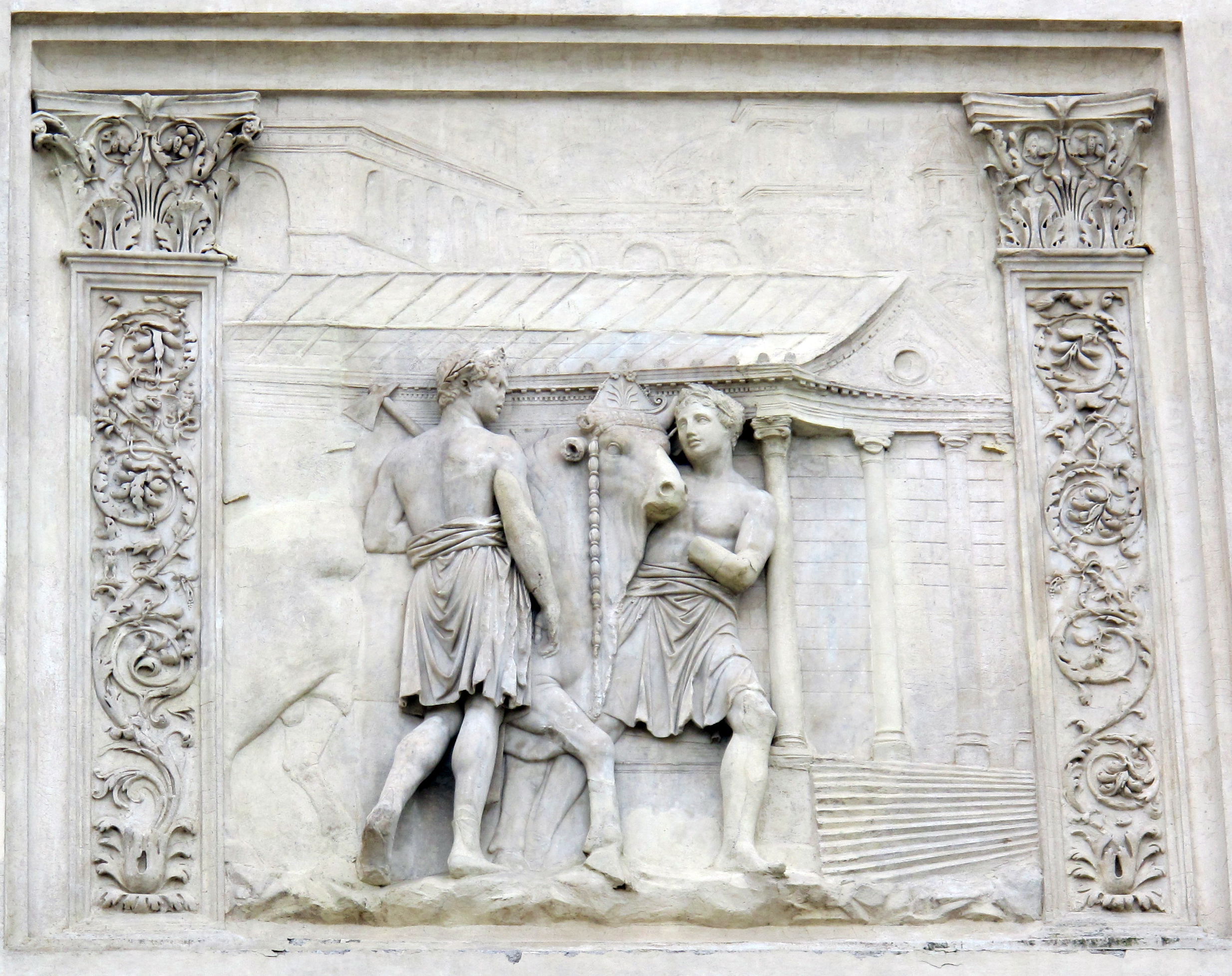
Victimarii conducono un bue al Tempio della Magna Mater sul Palatino (ara gentis Iuliae).

Dopo la sua ascesa Giuliano promise sostegno imperiale alle città a patto che riprendessero a prendersi cura dei templi che erano stati largamente distrutti o abbandonati durante il regno di Costanzo II.
Uno dei più importanti luoghi di culto degli ultimi aristocratici pagani fu un antico tempio di Cibele ristrutturato durante il regno di Giuliano, situato sulla collina del Vaticano, numerosi furono i santuari di Cibele in altri luoghi come Lione e Magonza che vennero chiamati Vaticani ad imitazione della geografia sacra Romana. La scoperta di teschi umani sulla sommità del santuario testimonia l'introduzione del sacrificio umano, probabilmente come forte reazione alla pressione cristiana, per paura della collera degli dèi su Roma che stava rinnegando le sue origini. Le iscrizioni presenti sul sito testimoniano la presenza dei più importanti aristocratici del tardo IV secolo quali Virio Nicomaco Flaviano, Ceionio Rufio Albino e Gaio Ceionio Rufio Volusiano Lampadio.
Intorno al 390, Numerius Proiectus fece ricostruire il tempio di Hercules ad Ostia, e Virio Nicomaco Flaviano, eletto come console nel 394, organizzò una serie di celebrazioni in richiamo alle festività pagane come la Magalnesia in onore di Cibele e Attis; nel frattempo Nicomaco Flaviano, suo figlio, fece ricostruire un tempio dedicato a Venere potendo così celebrare la festività della Venus Verticordia.

## La battaglia del Frigido e la fine del Paganesimo
La battaglia del Frigido avvenne nel settembre del 394 presso le sponde del fiume Frigidus e vide scontrarsi da un lato l'esercito pagano dell'usurpatore del trono Flavio Eugenio e dall'altro l'imperatore romano d’oriente Teodosio I a capo dell'esercito cristiano. Questa battaglia, e più in generale l'usurpazione di Eugenio Flaviano, vengono riconosciute da alcuni studiosi come l'ultimo tentativo di rivolta pagana contro la diffusione del Cristianesimo nell'impero.
Teodosio I si fece promotore del Cristianesimo come religione di stato instaurando una politica di repressione nei confronti dei pagani, e così avvenne ad Alessandria d'Egitto con la catastrofica distruzione del tempio di Serapide a opera di fanatici cristiani.
Eugenio Flavio venne sobillato e spinto allo scontro dal prefetto al pretorio Virio Nicomaco Flaviano che poco prima della battaglia aveva profetizzato un oracolo che annunciava la venuta del grande anno, al completamento di un ciclo di 365 anni che avrebbero visto la fine del Cristianesimo, dichiarando che la cattedrale di Milano sarebbe stata trasformata in una stalla e che ne sarebbero stati arruolati i chierici nelle file del suo esercito. Alla sconfitta delle forze pagane di Eugenio Flavio seguì il suicidio di Virio Nicomaco Flaviano.
Come lo studioso Mircea Eliade suggerisce, altro avvenimento che segnò la fine ufficiale del paganesimo fu l'incendio del santuario di Eleusi (il Telesterion), messo in atto nel 396 dal re dei Goti Alarico. Questo tragico avvenimento era stato predetto dall'ultimo Ierofante legittimo del tempio, che, in presenza dello storico Eunapio, anche esso iniziato ai misteri eleusini, aveva profetizzato la distruzione del tempio e l'ascesa di uno Ierofante consacrato da altri dei.

## Continuità pagana in epoca medievale
Alcune zone dell Impero rimasero luoghi sicuri per i pagani come a Mani in Grecia dove il cristianesimo fu introdotto tardivamente, con i primi templi greci convertiti in chiese cristiane nell'XI secolo. Il monaco bizantino Nikon il Metanoita (Νίκων ὁ Μετανοείτε) fu inviato nel X secolo per convertire i Manioti, che erano rimasti prevalentemente pagani. Sebbene la predicazione di Nikon avesse avviato il processo di conversione, ci vollero oltre 200 anni affinché la maggior parte della popolazione accettasse pienamente il cristianesimo, cosa che avvenne solo nell'XI e XII secolo. Verso la fine del IX secolo Patrick Leigh Fermor osservò che i Manioti, isolati dalle montagne, furono tra gli ultimi greci ad abbandonare la religione pagana.
In De Administrando Imperio, Costantino VII scrive che i Manioti erano chiamati 'Ellenici' e che furono pienamente cristianizzati solo nel IX secolo, sebbene alcune rovine di chiese del IV secolo indichino una presenza cristiana precoce. Il terreno montuoso della regione permise ai Manioti di sfuggire agli sforzi di cristianizzazione dell'Impero Romano d'Oriente, preservando così le tradizioni pagane nello stesso territorio che fu l' Alma Mater di Gemistos Plethon.
Un altro luogo dove rimase una forte influenza pagana fu Harran che, nonostante la persecuzione dei suoi abitanti pagani da parte dell'imperatore bizantino Maurizio, rimase una città in gran parte pagana fino al primo periodo islamico. Quando la città fu assediata dagli eserciti del Califfato Rashidun nel 639–640, fu la comunità pagana a negoziare la sua resa pacifica. Sotto il successivo dominio dei califfati, Harran divenne uno degli insediamenti principali nella regione del Diyar Mudar e mantenne un notevole grado di autonomia. Durante la Prima Fitna, gli abitanti di Harran si schierarono con Mu'awiya I contro ʿAlī ibn ʾAbī Ṭālib nella battaglia di Siffin nel 657, il che, secondo quanto riportato, provocò una brutale rappresaglia da parte di Ali, che massacrò gran parte della popolazione.
Sebbene Harran perse il suo status di capitale sotto il Califfato abbaside, continuò a fiorire, soprattutto durante il regno di Harun al-Rashid (786–809), quando la sua università divenne un importante centro di traduzione e attività intellettuale. La religione locale, che mescolava elementi del paganesimo mesopotamico e del neoplatonismo, persistette fino al X secolo, sebbene decreti periodici imponessero conversioni all'Islam, specialmente sotto Al-Ma'mun nell'830. Nonostante ciò, Harran mantenne la sua eterogeneità, con una popolazione che comprendeva musulmani, cristiani, ebrei e vari altri gruppi religiosi.